# Несіс Арнольд Ізраїльович
Арнольд Ізраїльович Не́сіс (1926, Оринин, нині село Кам'янець-Подільського району Хмельницької області — 1981) — радянський учений-рентгенолог. Доктор медичних наук (1969). Професор. Заслужений винахідник Казахської РСР (1960). Батько письменника Юрія Несіса.

## Біографія
Арнольд Ізраїльович Несіс народився 1926 року в єврейській сім'ї в містечку Оринин, яке тоді було районним центром. 1941 року, коли почалася Німецько-радянська війна, Арнольд у неповні 17 років добровольцем пішов на фронт. За мужність його нагороджено орденом Червоної Зірки. Під час військової служби цікавився радіотехнікою.
Після війни Несіс закінчив Дніпропетровський медичний інститут (нині Дніпровський державний медичний університет). 15 липня 1953 року в Дніпродзержинську в Арнольда Ізраїльовича народився син Юрій — майбутній кандидат біологічних наук, згодом письменник (нині живе в Ізраїлі).
Після закінчення інституту Арнольд Несіс працював у Караганді завідувачем рентгенологічного відділення обласної лікарні. 1959 року він захистив кандидатську дисертацію. Далі працював заступником директора з питань науково-клінічної роботи Казахського науково-дослідного інституту гігієни праці та професійних захворювань.
1960 року Арнольду Несісу надали звання «Заслужений винахідник Казахської РСР». 1969 року 43-річний Несіс захистив докторську дисертацію, присвячену рентгенодіагностиці запиленості легень у робітників на вугільних і гірночорудних підприємствах Казахстану.
Згодом працював в Узбецькій РСР завідувачем кафедри рентгенорадіології Самаркандського медичного інституту.
1981 року 55-річний Несіс помер від серцевого нападу після доброзичливої критики на одному з академічних зібрань.